# Susanna Kaysen
Susanna Kaysen (ur. 11 listopada 1948 w Cambridge w stanie Massachusetts, USA) – amerykańska powieściopisarka. 
Przez blisko 2 lata była pacjentką szpitala psychiatrycznego McLean, co stało się kanwą dla jej powieści Przerwana lekcja muzyki (Girl, Interrupted). Zdiagnozowano wówczas u niej osobowość borderline, którą tłumaczono jej tylko jako zaburzenia osobowości. Rzeczywistą diagnozę poznała po zdobyciu z pomocą prawnika swojej kartoteki szpitalnej. W roku 1999 na podstawie książki powstał film Przerwana lekcja muzyki z Winoną Ryder i Angeliną Jolie w rolach głównych.

## Twórczość
- Asa, As I Knew Him, 1987, ISBN 978-0-679-75377-3
- Far Afield, 1990, ISBN 978-0-679-75376-6
- Przerwana lekcja muzyki (Girl, Interrupted, 1993), wyd. polskie 1996
- Camera My Mother Gave Me, 2001, ISBN 978-0-679-76343-7
- Cambridge, 2014, ISBN 978-0-385-35025-9